# Parafia św. Apostołów Piotra i Pawła w Kotach
Parafia św. Apostołów Piotra i Pawła w Kotach – parafia należąca do diecezji gliwickiej (dekanat Toszek).

## Historia parafii

### Zasięg parafii
Do parafii należą wierni z miejscowości: Potępa (ulice: Brzozowa, Klonowa, Lawendowa, Leśna, Lipowa, Miodowa, Mokra, Nowa, Piecucha, Polna, Poziomkowa, Słoneczna, Sportowa, Stawowa, Szkolna, Tarnogórska, Zielona)  – 3 km, Wesoła – 1,5 km, Żyłka – 6 km, i Koty (ulice: Klonowa, Leśna, Lubliniecka, Ogrodowa, Piaskowa, Polna, Potępska, Sikorek, Sosnowska, Starowiejska, Stawowa, Studzienna, Szkolna, Szpaków, Tarnogórska, Topolowa). 

### Kler parafialny
Proboszczowie: 
ks. Paweł Nikolaides, 
ks. Henryk Gawelczyk (1964 - 1999) 
ks. Marcin Kwoczała (1999 - ) 
Duchowni pochodzący z parafii: 
o. Krystian Sol OMI - wyświęcony 19.03.1961 w Obrze
o. Wilhelm Imach OMI - wyświęcony 18.03.1962 w Obrze.
Duchowni pochowani na terenie parafii: 
ks. Henryk Gawelczyk - zm. 09.03.1999, 
ks. Johann Wycislok - zm. 27.03.2007.

## Grupy działające w parafii
- Ministranci
- Zgromadzenie Dzieci Maryi
- Rodzina Franciszkańska
- Orkiestra i Chór
- Róże różańcowe

## Kościoły i kaplice mszalne
- Kościół pod wezwaniem św. Apostołów Piotra i Pawła w Kotach - kościół parafialny. Kościół wzniesiono w latach 1714–15. Na mocy dekretu konsystorza biskupiego we Wrocławiu kościół został poświęcony w 1718 roku przez dziekana z Toszka – ks. Franciszka Lorina i proboszcza z Wiśnicz – ks. Gotfryda Miklisa
- Kaplica Bożego Grobu w Potępie. Kaplica została poświęcona w roku 1672.

## Cmentarze
Cmentarz parafialny przy kościele w Kotach

## Księgi metrykalne
Parafia prowadzi księgi chrztów (1765–1817), ślubów (1765–1821) i zgonów (1765–1800). Następne wpisy do ksiąg metrykalnych rozpoczynają się w 1921 roku i prowadzone są do chwili obecnej. Księgi metrykalne zawierające wpisy za „brakujące” lata znajdują się w parafii Tworóg.